# Полтариця
Полтариця (словац. Poltárica) — річка в Словаччині; ліва притока Іпеля довжиною 16.8 км. Протікає в окрузі Полтар.
Витікає в масиві Столицькі-Врхи на висоті 760 метрів. Впадає річка Половно. Протікає територією села Ческе Брезово і міста Полтар.
Впадає в Іпель на висоті 219 метрів.